# Zaimczewo
Zaimczewo (bułg. Заимчево) – wieś w Bułgarii, w obwodzie Burgas, w gminie Ruen. W 2023 roku liczyła 388 mieszkańców.